# Іш-К'аб'ель
Іш-К'аб'ель (д/н — між 702 та 711) — калоомте Царства Вака'. Ім'я перекладається як «Пані Водяна Лілія-Рука». Відома також як Пані Т'абі.

## Життєпис
Походила зі Зміїної династії. Була донькою ахава і калоомте Йукноом-Ч'еєна II. Наприкінці 680-х років відбувся шлюб Іш-К'аб'ель з К'ініч-Б'аламом II, ахавом царства Вака'. При цьому вона отримала титулу калоомте (на кшталт імператора), що зробила її статус вищий за чоловіка. Найвідоміше зображення цариці присутнє на стелі, де вона зображена такою, яка тримає в правій руці скіпетр, який міг використовуватися при ритуалі заклинання, а в лівій — щит.
Втім, достеменно невідомо щодо розподілу повноважень між пождружжям. Чудові портрети подружжя збереглися на встановлених з нагоди закінчення двадцятиріччя в 692 році парних стелах 33 і 34. У 695 році Іш-К'аб'ель надала притулок своєму братові Йукноом-Їч'аак-К'аку, що зазнав поразки від мутульського війська. Згодом допомогла його відновити свою владу в Чіікнаабі. Надалі зберігала союз зі своїм небожем Йукноом-Ток'-К'авіілєм.
На честь закінчення 10-річчя в день 9.13.10.0.0, 7 Ахав 3 Кумк'у (26 січня 702 року) за наказом Іш-К'аб'ель та її чоловіка встановлено стелу 43. Монументи (стели 43 і 44) не дають чіткої відповіді на питання, коли померла цариця — ймовірно в період між 702 і 711 роками. Поховано в Споруді Сооружения М13-1, де виявлено її гробницю.